# Bento de Goes

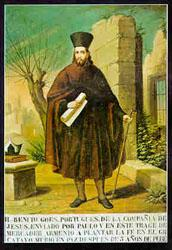
Bento de Goes afgebeeld op een postuum schilderij in Loyola

Bento de Goes (Vila Franca do Campo, juli 1562 — Suzhou, 11 april 1607) was een Portugees jezuïet en ontdekkingsreiziger. Hij was bij de eerste Europeanen die de Zijderoute namen.

## Levensloop
De Goes was afkomstig uit de Azoren en zeilde als soldaat naar Portugees-Indië. In Goa aangekomen, werd hij lekenbroeder bij de Sociëteit van Jezus (1584). Hij werkte voor hun missie bij het Mogolrijk en vergezelde in 1595 Jerónimo Javier en Manuel Pinheiro naar Lahore en Agra. Daarmee gingen ze in op een verzoek van keizer Akbar. De Goes was in 1601 terug in Goa. Daar kwam een verzoek binnen van Matteo Ricci, hoofd van de missie van de jezuïeten in China, om op zoek te gaan naar Cathay, een mysterieus land dat door Marco Polo was beschreven en door Christoffel Colombus gezocht. Europeanen geloofden dat het bestuurd werd door christelijke monniken. De Goes stelde zich kandidaat en mocht zich klaarmaken voor de expeditie. Volgens Ricci had hij aan zijn Mogoljaren een goede kennis van het Perzisch en van de Saraceense (lees: Islamitische) gewoonten overgehouden.
De Goes vertrok in september 1602 vanuit Goa naar Agra (oktober 1602) en Lahore (december 1602) met een 500 man sterke karavaan. Ze ging via Kabul langs een noordelijke route over de Hindoekoesj naar Yarkand. Voor het gevaarlijke deel over de bergpassen werden niet minder dan 400 bewakers ingehuurd. Na zijn aankomst in november 1603 bleef de Goes ongeveer een jaar in Yarkand. Dan sloot hij zich aan bij een kleinere karavaan met als reisdoel Peking. Ze reisde over Aksu (december 1604), Turfan (september 1605) en Hami. De volgende etappe werd de Goes bijna fataal. Achteraan de karavaan viel hij van zijn paard, maar dankzij zijn teruggekeerde Armeense gezel Isaac kon hij terug aansluiten. In Korla vernam de Goes dat Matteo Ricci met een jezuïetenmissie in Peking was. Hij reisde met veel moeite door naar Suzhou, aan het uiteinde van de Chinese Muur (december 1605). De Goes kreeg geen toestemming om China verder binnen te reizen en raakte in onmin met zijn karavaangenoten, die schulden bij hem zouden hebben gehad. Hij richtte verschillende brieven aan Ricci, die hem de jonge priester Zhong Mingli ("Giovanni Fernandes") tegemoet zond. Hij kwam aan elf dagen vóór de Goes' overlijden (11 april 1607). Isaac en Mingli trokken met de restanten van het dagboek van de Portugees naar Ricci in Peking. Uit deze aantekeningen en het relaas van de aangekomenen reconstrueerde Ricci een reisverslag, dat vooralsnog ongepubliceerd bleef. Het was wachten op Nicolas Trigault vooraleer het in druk zou verschijnen (Nic. Trigautii de expeditione Christiana apud Sinas, suscepta a soc. Jesu, Leiden, 1616).
De tweede belangrijke bron over de Goes is het verslag van zijn landgenoot Fernão Guerreiro.
In 1924 vond de Nederlandse jezuïet Cornelius Wessels in de archieven in Rome van de Sociëteit van Jezus een aanzienlijk aantal tot dan toe onbekende documenten. Het betrof documenten, verslagen en brieven van en over jezuïeten die in Centraal-Azië hadden gereisd. Daaronder waren een aantal tot dan toe onbekende brieven en verslagen van Bento de Goes. Nog in hetzelfde jaar publiceerde Wessels zijn Early Jesuit Travellers in Central-Asia (1603-1721), dat spoedig het meeste gezaghebbende werk op dat gebied werd. Het door Wessels gevonden materiaal weerspreekt eerder gepubliceerde versies waarin de Goes zich zou voordoen als een Armeense koopman en toont aan dat hij reisde onder de moslimnaam Abdullah Isai.

## Betekenis
Bento de Goes verruimde de kennis van de Europeanen over het Verre Oosten. Hij toonde aan, dat met het begrip Cathay niets anders dan alleen China werd bedoeld. Dat was overigens al door Willem van Rubroeck even na het midden van de dertiende eeuw betoogd. Het reisverslag van Van Rubroeck was echter nauwelijks gelezen in Europa. Door de beschrijving van de landroute door Bento de Goes kon men ook niet langer aannemen dat het een eiland was als Japan of een schiereiland zoals bij Ptolemaeus.
Hij experimenteerde ook met een islamiserende variant van het christendom. Tijdens zijn tocht preekte hij in het Perzisch over Jezus-Isa.
De Goes bezat voorts astronomische deskundigheid. In zijn briefwisseling met Ricci deed hij verslag van de helderheidsvariaties in de ster Algol (sterrenbeeld Perseus).

## Voetnoten
1. ↑  Relação anual das coisas que fizeram os padres da Companhia de Jesus nas partes da India Oriental. Duitse vertaling te Augsburg in 1611.
2. ↑  Hugues Didier, Fantômes d'islam & de Chine. Le voyage de Bento de Góis s.j. (1603-1607), Editions Chandeigne, 2003

- Bibliothèque nationale de France: cb14501872w (data)
- Gemeinsame Normdatei: 119050137
- International Standard Name Identifier: 0000 0001 1682 7967
- Library of Congress Control Number: n88252474
- Nationale Bibliotheek van Tsjechië: jo20181013601
- Nationale Bibliotheek van Israël: 987007278699805171
- Nederlandse Thesaurus van Auteursnamen: 074513540
- SNAC: w64f3pj4
- Système universitaire de documentation: 074564331
- Trove: 1023473
- Virtual International Authority File: 88083298
- WorldCat: E39PBJkxQq8JwyqbvVQkQrwDMP